# Strada statale 343 Asolana
La strada statale 343 Asolana (SS 343), dal 2001 al 2021 strada provinciale 343 R Asolana (SP 343 R) in Emilia-Romagna, strada provinciale CR ex SS 343 Asolana (SP CR ex SS 343) in provincia di Cremona, strada provinciale ex SS 343 Asolana (SP ex SS 343) in provincia di Mantova e strada provinciale BS 343 Asolana (SP BS 343) in provincia di Brescia, è una strada statale italiana che collega la città di Parma alla Lombardia sud-orientale attraversando longitudinalmente la Pianura Padana.

## Storia
La strada statale 343 venne istituita nel 1962 col seguente percorso: "Innesto S.S. n. 9 a Parma - Colorno - Casalmaggiore - Asola - Innesto S.S. n. 236 a Montichiari."
È stata interrotta da settembre 2017 a giugno 2019 tra Casalmaggiore e Colorno per inagibilità del ponte sul fiume Po.
Nel 1991 il punto terminale della strada venne arretrato di circa 1500 metri, dal tracciato originario della SS 236 al nuovo tracciato in variante della stessa strada; il tratto declassificato entrò a far parte della nuova SS 668.
In seguito al decreto legislativo n. 112 del 1998, dal 2001 la gestione del tratto emiliano è passata dall'ANAS alla Regione Emilia-Romagna, che ha provveduto al trasferimento dell'infrastruttura al demanio della Provincia di Parma; la gestione del tratto lombardo è invece passata alla Regione Lombardia, che ha provveduto al trasferimento dell'infrastruttura al demanio della Provincia di Cremona, della Provincia di Mantova e della Provincia di Brescia per le tratte territorialmente competenti. A seguito della firma da parte del premier Giuseppe Conte di apposito decreto (si veda: DECRETO DEL PRESIDENTE DEL CONSIGLIO DEI MINISTRI 21 novembre 2019 "Revisione delle reti stradali relative alle Regioni Emilia-Romagna, Lombardia, Toscana e Veneto. (20A00500) (G. U. n. 22 del 28-1-2020 )"), il 25 gennaio 2020 l'intera arteria torna sotto la gestione ANAS. Tale passaggio si è reso necessario per rendere più concreta la possibilità di reperire risorse finanziarie per la ricostruzione del ponte sul fiume Po tra i comuni di Colorno e Casalmaggiore ormai giunto a fine vita, anche dopo un lavoro di rimessa in sicurezza durato svariati anni. Nell'aprile del 2021, la strada è tornata sotta la gestione dell'ANAS definitivamente.

## Percorso

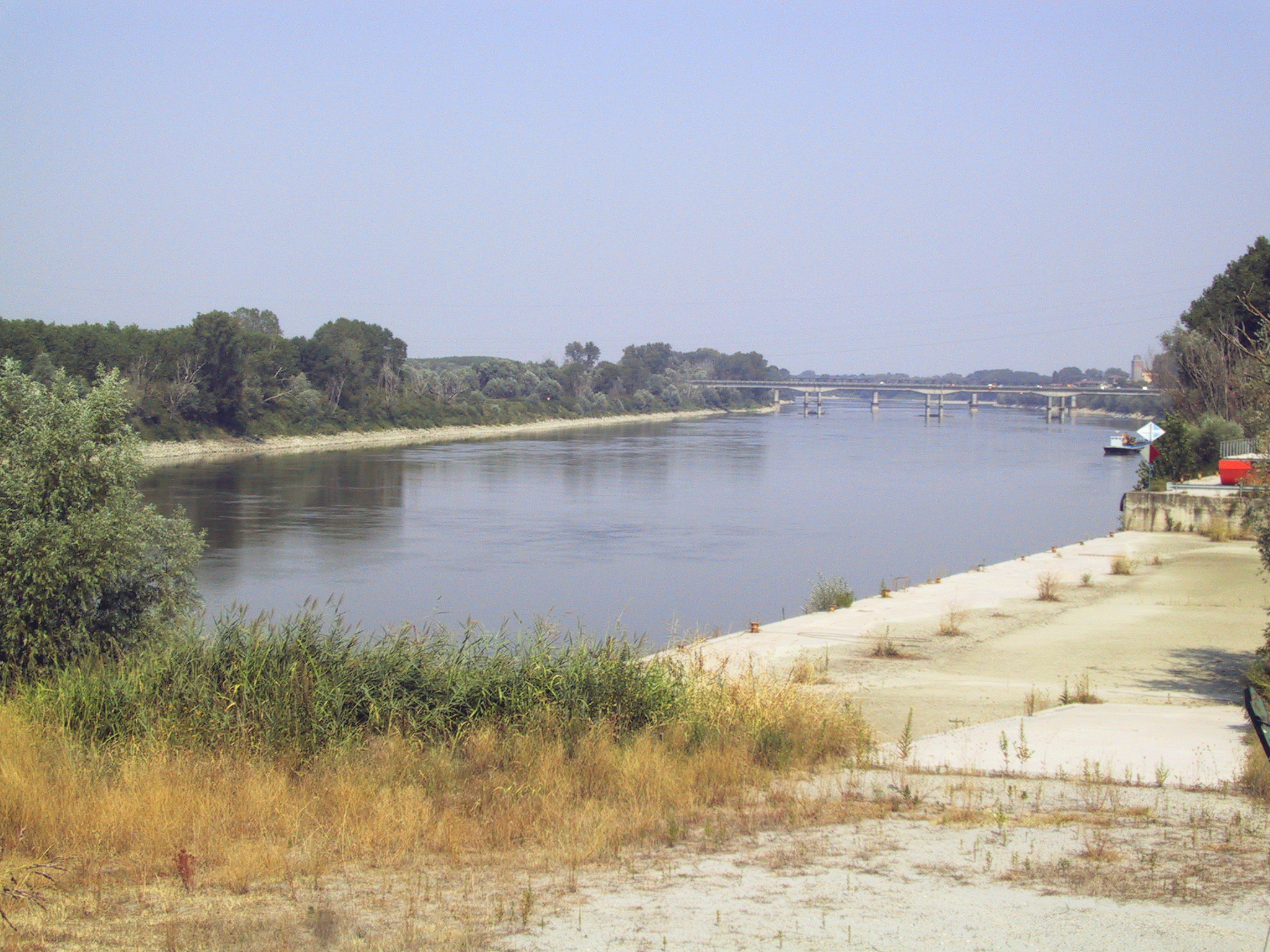
Il ponte sul fiume Po nei pressi di Casalmaggiore

La strada ha origine a Parma, dalla strada statale 9 Via Emilia; uscita dall'abitato principale, prosegue in direzione nord attraversando gli abitati di San Polo, Colorno e Sacchetta.
Al km 22,256 supera il fiume Po, confine amministrativo tra le regioni Emilia-Romagna e Lombardia (Provincia di Parma e Provincia di Cremona), su di un ponte aperto al traffico il 24 maggio 1958 in sostituzione di un ponte di barche preesistente.
Prosegue quindi attraversando gli abitati di Casalmaggiore (dove vi è l'innesto con la ex strada statale 420 Sabbionetana che conduce a Mantova e l'ex SS 358 verso Viadana, Boretto e Reggio Emilia), San Giovanni in Croce e Piadena (dove interseca la SS 10). Superato il fiume Oglio, la SS 343 entra in Provincia di Mantova dove tocca gli abitati di Canneto sull'Oglio, Acquanegra sul Chiese, Asola e Casalmoro.
Nei pressi di Acquafredda la strada entra in Provincia di Brescia proseguendo per Carpenedolo, dove prima di entrare nel centro urbano si ha il bivio col vecchio tracciato che conduceva al paese stesso, e infine a Montichiari, mentre l'attuale scorre esternamente all'abitato e si allaccia all'ex strada statale 236 Goitese e all'ex strada statale 567 del Benaco presso Castiglione delle Stiviere. La lunghezza del tracciato attuale dopo la riclassificazione è 75,307 km.